# Айлин Хекарт
Айлин Хекарт (на английски: Eileen Heckart) е американска актриса. 

## Биография
Хекарт е родена като Анна Айлийн Хърбърт на 29 март 1919 година в Кълъмбъс, Охайо. Тя е дъщеря на Естер (по рождение Старк), която се омъжва за Лео Хърбърт (не е няйн баща) по настояване на собствената си майка, за да не се роди детето й с клеймото на незаконна. Скоро след като Айлин е законно осиновена от богатия втори съпруг на баба си по майчина линия Джей. У. Хекарт, фамилията с която ще бъде известна през целия си живот.  Тя има две доведени сестри, Ан и Мерилин. Завършила е Държавния университет в Охайо с бакалавърска степен - драма.  Тя допълнително учи драма в Ейч Би Студио (HB Studio) в Ню Йорк.

### Кариера
Айлин Хекарт има кариера продължила близо 60 години. За първи път става известна с ролята си на учителката Розмари Сидни в оригиналния състав от 1953 г. на пиесата на Уилям Инге „Пикник“ на Бродуей. Тя печели Оскар за най-добра поддържаща женска роля за ролята си на свръхзащитна майка на сляп възрастен син в „Пеперудите са свободни“ (1972), роля, която изиграва на Бродуей преди да я изиграе във филма. Тя често играе майки, включително майката на Роки Грациано в „Някой горе ме харесва“ (1956); майката на убито дете в „Лошото семе“ (1956); възрастната майка на отчужден син в продукцията на PBS на едноактната пиеса „Запазете ми място въе Форест Лоун“ (1966); властната майка на детектива, изобразен от Джордж Сегал в „Няма начин да се третира дама“ (1968); майката на репортера Джак Стайн в телевизионния ситком от 1990-те години „Любов и война“; майката на два отделни персонажа от дневната сапунена опера „Един живот за живеене“ през 1980-те и 1990-те; и намесващата се майка на изоставена съпруга (изиграна от Даян Кийтън) в „Клубът на първите съпруги“ (1996), последната й роля във филм. Последната й телевизионна роля е в „Петте мисис Бюканънс“ (1994-95), като играе свекърва от ада.
В допълнение към наградата Оскар, тя спечели и две награди Еми за „Запазете ми място въе Форест Лоун“ и „Любов и война“, както и награда Златен глобус за най-добра поддържаща актриса за „Лошото семе“. Тя също получи специална награда Тони за постижения през 2000 г. и има звезда на Холивудска алея на славата. Тя направи последната си актьорска изява през 2000 г. на 80-годишна възраст в продукция извън Бродуей, „Галерия Уейвърли“ в която играе главната роля на възрастна баба с болестта на Алцхаймер. 

### Личен живот
През 1942 г. Хекарт се омъжва за застрахователния брокер Джон Харисън Янки-младши, нейния любимец още от колежа. Те имат трима сина.  Синът й Люк Янки е автор на нейната биография от 2006 г. „Просто извън светлината на прожекторите: Израстване с Айлийн Хекарт“.
Хекарт е демократ. Тя се среща с президента Линдън Джонсън в Белия дом през 1967 г. .
Хекарт е привърженик на римокатолицизма. 

### Смърт
Айлин Хекарт умира на 31 декември 2001 г. от рак на белия дроб в дома си в Норуок, Кънектикът, на 82-годишна възраст.  Тя е кремирана а прахта й е разпръсната пред Мюзик Бокс Театър (Music Box Theatre) в Манхатън, Ню Йорк. 

## Избрана филмография
| Година | Филм                   | Оригинално заглавие  | Роля                | Режисьор       |
| ------ | ---------------------- | -------------------- | ------------------- | -------------- |
| 1956   | Лошо семе              | The Bad Seed         | Хортенз Дайгъл      | Мървин Лерой   |
| 1972   | Пеперудите са свободни | Butterflies Are Free | г-жа Флорънс Бейкър | Милтън Кацелас |